# Paregle danieli
Paregle danieli är en tvåvingeart som beskrevs av František Gregor Jr 1975. Paregle danieli ingår i släktet Paregle och familjen blomsterflugor.
Artens utbredningsområde är Nepal. Inga underarter finns listade i Catalogue of Life.